# Жиденицкий путч
Жиденицкий путч (чеш. Židenický puč) — попытка государственного переворота в Чехословакии, предпринятая Национал-фашистским объединением во главе с Ладиславом Кобсинеком 21 и 22 января 1933 года в Брно. 

## Предпосылки
Жиденицкий путч был единственной попыткой фашистского переворота в Чехословакии, и был организован примерно в то же время, когда Адольф Гитлер пришел к власти в Германии. 

## Выступление и его последствия
Путчисты во главе с офицером Кобсинеком выступили в ночь с 21 на 22 января 1933 года, когда группа из 80 человек из Национал-фашистского объединения напала на казармы Святоплука в Брно-Жиденице с целью совершить государственный переворот. Солдаты при поддержке жандармов отразили нападение, а большая часть путчистов были арестованы. Инициатор выступления Ладислав Кобсинек бежал через Вену в Югославию, откуда был депортирован в Румынию, а затем экстрадирован в Чехословакию. Первоначальные относительно мягкие приговоры, вынесенные Государственным судом, были впоследствии ужесточены Верховным судом; Кобсинек получил 12 лет лишения свободы, остальные участники — по несколько лет, а профашистский генерал Радола Гайда был приговорен к шести месяцам, хотя непосредственного участия в перевороте не принимал.